# 1972 TC
1972 TC är en asteroid i huvudbältet, som upptäcktes 4 oktober 1972 av den tjeckiske astronomen Luboš Kohoutek vid Bergedorf-observatoriet.
Asteroiden har en diameter på ungefär 6 kilometer och den tillhör asteroidgruppen Eunomia.